# Jane Franklin
Jane Franklin, född Griffin 4 december 1792 i London, död 18 juli 1875 i London, känd som Lady Franklin efter att hennes make John Franklin adlats 1829, var en filantrop och efter makens försvinnande dennes försök att hitta den outforskade Nordvästpassagen 1845 blev hon känd genom att sponsra och på andra sätt stötta expeditioner för att ta reda på vad som hänt.

## Biografi
Jane var dotter till John Griffin och Mary (född Guillemard), båda hugenotter. Hon utbildades i hemmet och följde ofta med sin far, som arbetade med silke, på resor på den europeiska kontinenten.
En av hennes bästa vänner var poeten Eleanor Anne Porden som var gift med äventyraren och polarutforskaren John Franklin. Porden dog kort efter att John gav sig av på sin andra expedition till Arktis år 1825, och när John kom tillbaka 1828 gifte sig Jane och John. Fem månader efter giftermålet adlades John Franklin.
Mellan 1830 och 1833 var John Franklin stationerad vid Medelhavet och vid sina besök hos maken reste Jane runt i Nordafrika, Syrien och andra delar av Mellanöstern. När hennes make utsågs till guvernör i Van Diemen's Land (nuvarande Tasmanien) år 1836 följde hon med honom dit och tog ett stort intresse i de dåvarande brittiska kolonierna. Under tiden paret bodde där blev Jane den första europeiska kvinnan att resa landvägen mellan Melbourne och Sydney och bestiga Mount Wellington. Tillsammans med Christiana Stewart blev hon även den första europeiska kvinna att färdas landvägen mellan Hobart och Macquarie Harbour.

### Efter John Franklins försvinnande
Paret Franklin återvände till England 1845 när John Franklin skulle ge sig av på en polarexpedition för att hitta den outforskade delen av Nordvästpassagen. När ingen hört av dem på tre år skickade den brittiska flottan ut nya expeditioner för att leta reda på dem utan resultat.
Jane var väldigt engagerad i sökandet efter sin makes försvunna expedition och mellan 1850 och 1857 finansierade hon, helt eller till största del, själv fem fem skepp att försöka ta reda på vad som hänt. Skeppet som gav sig av 1857 återvände tre år senare med material som visade på att John Franklin dött 1847, att skeppen övergetts 1848, och att de som då var vid liv planerade att ta sig till Black River.
I sina försök att ta reda på vad som hänt expeditionen skrev Jane till tidningar och politiker, hon samlade stöd hos folket och lovade belöningar till de som kunde inkomma med information. När hon inte tyckte att den brittiska regeringen gjorde tillräckligt hörde hon av sig till amerikanarna. En samtida tidning skrev till och med "What the nation would not do, a woman did". I och med det arbete hon gjorde blev hon en av tidens ledande experter på Arktis och de expeditioner hon finansierade hjälpte hon till att dokumentera och utforska Arktis. Med hennes kunskap om området och hur väl hon kände sin make gjorde att hon hade en av de bästa teorierna om vilken väg den försvunna expeditionen tagit.
Efter att ha fått reda på sin makes öde reste Jane till USA, Kanada (där hon träffade Prinsen av Wales), Japan och Indien.
År 1875 utrustade hon en sista expedition till Arktisk för att söka efter dokument från John Franklins expedition. Expeditionen återvände utan resultat kort efter att Jane dött.
I och med att hon som en del i sitt sökande försökte väcka allmänhetens intresse för den försvunna expeditionen omnämns hon av Amanda Johnson i Journal of the Association for the Study of Australian Literature som sin tids mest kända änka vid sidan av Drottning Victoria.

## Filantropi i Australien
Då Jane kom till Tasmanien var hon fast besluten att ta ett aktivt intresse i att bygga upp och stärka samhället kring fångkolonin hellre än att ta på sig den traditionella rollen som guvernörshustru. År 1839 grundade hon det förening som nio år senare skulle komma att bli det första "Royal Society for the advancement of science" utanför Storbritannien och la grunden till Christ's College 1840. Christ's College skulle dock inte komma att färdigställas förrän efter att hon återvänt till England.
Jane köpte 53 hektar nära Hobart där hon anlade en botanisk trädgård. I trädgården lät hon uppföra ett naturhistoriskt museum.
Påhejad av Elizabeth Fry, kväkare och fängelsereformatör, som hon brevväxlade med försökte Jane 1841 att starta "Tasmanian Ladies' Society for the Reformation of Female Prisoners", en förening för att hjälpa kvinnliga, före detta fångar att hitta en plats i samhället. Detta mötte dock motstånd i den lokala pressen och fick överges.

## I populärkultur
I första säsongen av TV-Serien The Terror (2018) baserad på romanen av Dan Simmons med samma namn, spelas Lady Jane Frankling av Greta Scacchi.